# Microregione di Alto Pantanal
Alto Pantanal è una microregione dello Stato del Mato Grosso appartenente alla mesoregione di Centro-Sul Mato-Grossense.

## Comuni
Comprende 4 comuni:
- Barão de Melgaço
- Cáceres
- Curvelândia
- Poconé